# Plataforma S60
La plataforma S60 (anteriormente, Interfaz de usuario de Series 60) fue una plataforma para terminales móviles que utilizaron el sistema operativo Symbian. S60 se encontraba entre las plataformas líderes de terminales del tipo teléfono inteligente en el mundo hasta que aparecieron otros sistemas operativos móviles como Android, iOS y Windows Phone. Fue desarrollada principalmente por Nokia y licenciada por ellos a otros fabricantes, incluyendo Lenovo, LG Electronics, Panasonic y Samsung.
Además de la comunidad de desarrolladores, incluía:
- Compañías de integración de software como Elektrobit, Teleca y Sysopen Digia.
- Compañías de semiconductores como Texas Instruments, STMicroelectronics, Broadcom, Renesas y Freescale.
- Desarrolladoras de software.
- Operadores de telefonía como Vodafone y Orange, que desarrollaron y proveían aplicaciones y servicios basados en S60.

La plataforma S60 consistía en un conjunto de bibliotecas y aplicaciones informáticas estándar, tales como telefonía, herramientas de gestión de información personal, y reproductores multimedia Helix. Estuvo pensada para potenciar terminales móviles modernos de amplias características, con pantallas en color muy grandes, que son conocidos comúnmente como terminales teléfono inteligente.
El software S60 era un estándar multiventa para terminales teléfono inteligente que soportó aplicaciones desarrolladas mediante Java MIDP, C++ y Python. Una característica importante de los terminales S60 es que permitían instalar nuevas aplicaciones tras su adquisición.
Las siguientes fueron algunas características comunes en terminales S60:
- La resolución de la pantalla de los terminales es originalmente de 176x208 píxeles. A partir de la actualización Feature Pack 3 de la segunda edición, la plataforma pasó a soportar múltiples resoluciones: básica (176x208), QVGA (240x320) y Doble (352x416). El N90 fue el primer dispositivo S60 que soportó la mayor resolución (doble). Algunos dispositivos, no obstante, tenían resoluciones no estándar, como el Siemens SX1, con 176x220, o el Nokia 5500, con 208x208.
- Soportaron aplicaciones Java MIDP 2.0, Symbian, C++, flash y python

Es notorio que el software escrito para la primera edición (S60 1st Edition) o la segunda edición (S60 2nd Edition) no es compatible a nivel binario con la tercera edición de la plataforma (S60 3rd Edition), pues utilizó una versión un poco más nueva del sistema operativo Symbian OS 9.1.